# 12650 de Vries
12650 de Vries è un asteroide della fascia principale. Scoperto nel 1977, presenta un'orbita caratterizzata da un semiasse maggiore pari a 2,3608440 UA e da un'eccentricità di 0,2124318, inclinata di 4,10352° rispetto all'eclittica.